# Estheria bucharensis
Estheria bucharensis là một loài ruồi trong họ Tachinidae.